# Zbigniew Lewandowski (inżynier)

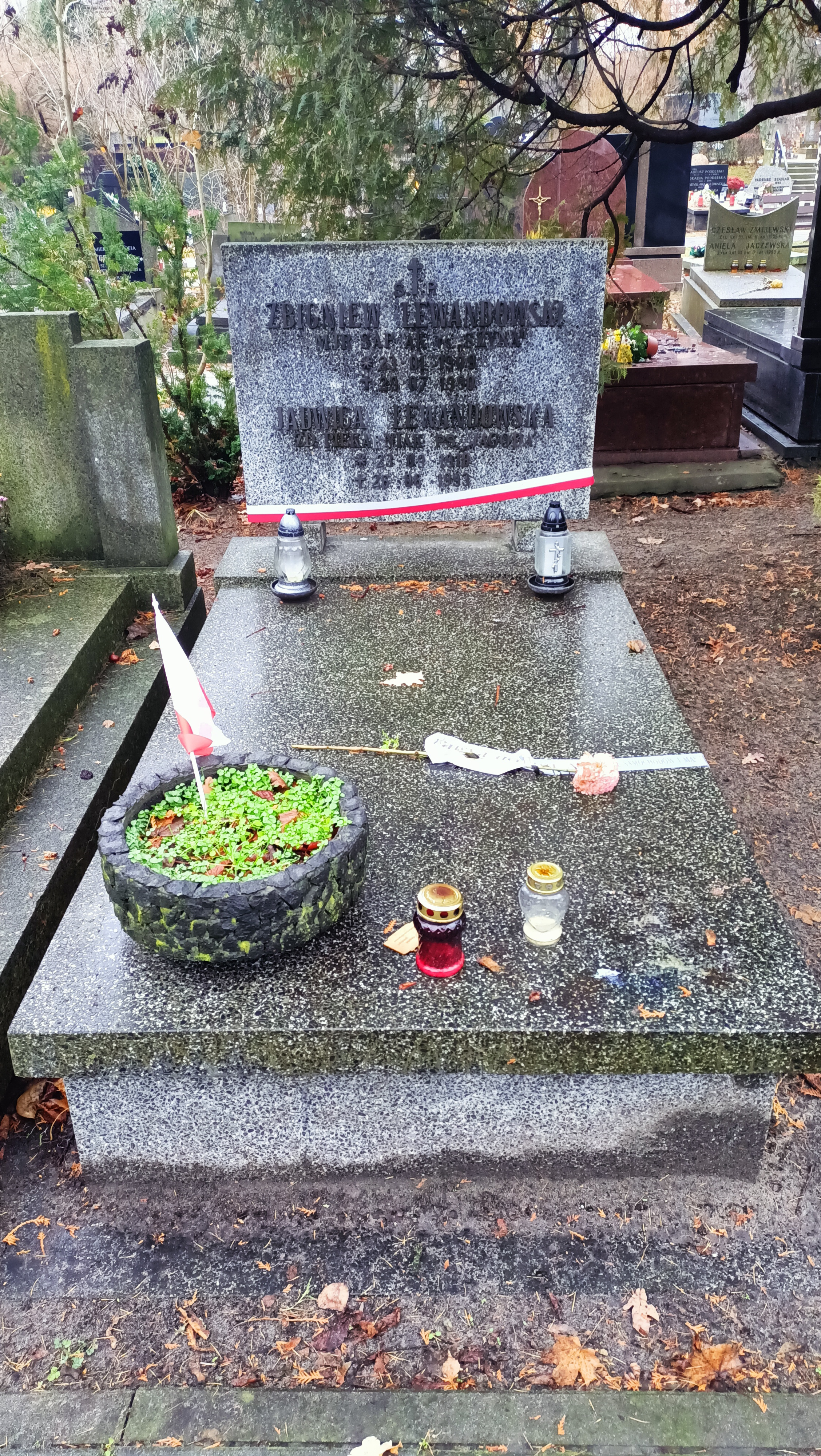
Grób Zbigniewa Lewandowskiego na Cmentarzu Wojskowym na Powązkach

Zbigniew Lewandowski (ur. 23 stycznia 1909 w Warszawie, zm. 29 lipca 1990 tamże) – polski inżynier mechanik, nauczyciel akademicki, major Armii Krajowej, powstaniec warszawski.

## Życiorys

### Lata 1909–1944
Urodził się 23 stycznia 1909. W 1934 ukończył Korpus Kadetów Nr 3 w Rawiczu. Był absolwentem Państwowej Wyższej Szkoły Budowy Maszyn i Elektrotechniki im. Hipolita Wawelberga i Stanisława Rotwanda w Warszawie, Politechniki Warszawskiej (Sekcja Ogólnokonstrukcyjna Wydziału Mechanicznego), Instytutu Elektrycznego Uniwersytetu w Tuluzie oraz Szkoły Podchorążych Inżynierii w Warszawie, którą ukończył z wyróżnieniem w 1936.
W kampanii wrześniowej dowodził 25 kompanią mostów kolejowych. W Armii Krajowej zorganizował i był szefem Biura Badań Technicznych (BBT) przy Wydziale Saperów w Komendzie Głównej AK. Celem jego pracy w BBT było wykorzystanie uzbrojenia ukrytego w czasie kampanii wrześniowej przez Wojsko Polskie, zdobytego w walce z nieprzyjacielem, ale też – ze względu na niewystarczalność tych źródeł – podziemna produkcja materiałów wybuchowych. W ramach BBT przygotowywał też instrukcje do działań sabotażowo-dywersyjnych oraz szkolił instruktorów.
Był organizatorem i dowódcą (lub współdowódcą) akcji dywersyjno-bojowych z wykorzystaniem magistrali kolejowej: Akcja Wieniec (7–8 października 1942), Akcja Odwet Kolejowy (16–17 listopada 1942), Akcja Odwet Za Zamojszczyznę (31 grudnia 1942 – 1 stycznia 1943). Ponadto był dowódcą formowanego od listopada 1939 Oddziału Saperów Kolejowych, następnie włączonego do Batalionu Saperów m. st. Warszawy.
W czasie wojny prowadził także działalność dydaktyczną, jako wykładowca podchorążych z Grup Szturmowych Szarych Szeregów. W ramach tajnego nauczania na Politechnice Warszawskiej, w latach 1940–1944 prowadził wykłady z geometrii wykreślnej i kreśleń technicznych. Jego uczniami byli m.in. Jan Bytnar ps. „Rudy”, Maciej Aleksy Dawidowski ps. „Glizda”, Tadeusz Zawadzki ps. „Zośka”, Jerzy Masiukiewicz ps. „Mały”, czy Jan Wuttke ps. „Czarny Jaś”.
Był zaangażowany w działalność instruktorską i pomoc zbrojną Żydowskiej Organizacji Bojowej. W czasie powstania w getcie warszawskim, wziął udział w nieudanej Akcji Szyna (w ramach Akcji Getto), której celem było wysadzenie zamkniętej bramy getta przy ul. Okopowej w Warszawie.
W czasie powstania warszawskiego walczył w Śródmieściu Południowym, na odcinku wschodnim Bogumił w ramach Obwodu I Śródmieście AK Radwan, Podobwód Sławbor. 5 sierpnia 1944 wziął udział w nieudanym szturmie na budynek tzw. Małej PAST-y. Po powstaniu dostał się w niewolę niemiecką i został osadzony w obozie jenieckim Oflag II C Woldenberg (numer jeniecki 101471), w którym zachorował na wysiękowe zapalenie opłucnej. Powikłania leczył po wyzwoleniu obozu w szpitalu w Poznaniu, a następnie w sanatorium przeciwgruźliczym w Otwocku.

### Lata 1945–1990
Po zakończeniu wojny podjął działalność naukowo-badawczą. W latach 1945–1951 był profesorem w Szkole Inżynierskiej im. Hipolita Wawelberga i Stanisława Rotwanda w Warszawie. Po jej przyłączeniu do Politechniki Warszawskiej w 1951, do końca życia był związany z PW. Piastował na niej stanowisko zastępcy profesora, a następnie docenta na Wydziale Samochodów i Ciągników, którego był współzałożycielem (od 1960 – Wydział Maszyn Roboczych i Pojazdów, od 1970 – Wydział Samochodów i Maszyn Roboczych). Przez wiele lat pełnił na tym wydziale funkcję prodziekana. W pracy badawczo-dydaktycznej zajmował się m.in. geometrią wykreślną.
Był wielokrotnie nagradzany za działalność akademicką przez Ministra Szkolnictwa Wyższego.
Zmarł w Warszawie, pochowany na cmentarzu Wojskowym na Powązkach (kwatera H III-3-26).

## Publikacje
- Lewandowski Z., Dywersja kolejowa na szlaku, Biuro Badań Technicznych, Warszawa 1942.
- Lewandowski Z., Zapalnik ze zwłoką chemiczny angielski (ołówek czasowy angielski): instrukcje saperskie M/e-A/ZChl., M/e-K/ZChl., Biuro Badań Technicznych, Warszawa 1942.
- Lewandowski Z., Dywersja kolejowa na szlaku. Część 2: Atakowanie transportów, Biuro Badań Technicznych, Warszawa 1943.
- Lewandowski Z., Program szturmowego szkolenia patroli saperskich, Biuro Badań Technicznych, Warszawa 1943.
- Lewandowski Z., Niepokólczycki F., Schreyer Z., Saperzy w dywersji i walce powstańczej. Część 1: Materiały wybuchowe i środki zapalające, Biuro Badań Technicznych, Warszawa 1944.
- Lewandowski Z., Niepokólczycki F., Schreyer Z., Saperzy w dywersji i walce powstańczej. Część 2: Technika wysadzania, Biuro Badań Technicznych, Warszawa 1944.
- Kwiatkowski W., Lewandowski Z., Niepokólczycki F., Schreyer Z., Saperzy w dywersji i walce powstańczej. Część 4: Użycie saperskich środków technicznych w walkach ulicznych, Biuro Badań Technicznych, Warszawa 1944.
- Lewandowski Z., Zbiór zadań z rysunku technicznego maszynowego, PWN, Warszawa 1979.
- Lewandowski Z., Geometria wykreślna, PWN, wyd. dziesiąte, Warszawa 1984.

## Ordery i odznaczenia
- Order Krzyża Grunwaldu III klasy (1963)[16]
- Krzyż Kawalerski Orderu Odrodzenia Polski
- Krzyż Srebrny Orderu Virtuti Militari nr 12953
- Krzyż Walecznych
- Złoty Krzyż Zasługi z Mieczami
- Krzyż Partyzancki
- Krzyż Armii Krajowej
- Warszawski Krzyż Powstańczy
- Medal za Warszawę 1939–1945
- Medal Zwycięstwa i Wolności 1945
- Medal 10-lecia Polski Ludowej (19 stycznia 1955)[17]

## Upamiętnienie
Jego postać jest wspominana w książce Hanny Krall Zdążyć przed Panem Bogiem w kontekście pomocy w walce zbrojnej udzielanej Żydom w getcie warszawskim. W książce Henryka Nakielskiego poświęcony jest mu rozdział „Wierni przysiędze” (s. 43–94). W 2009 Senat Politechniki Warszawskiej podjął decyzję o umieszczeniu poświęconej mu tablicy pamiątkowej na fasadzie budynku Wydziału Transportu PW przy ul. Koszykowej 74 w Warszawie (dawna Nowa Kreślarnia). Poświęcona mu tablica pamiątkowa jest także umieszczona w gmachu Wydziału Samochodów i Maszyn Roboczych PW przy ul. Narbutta 84 w Warszawie (odsłonięta 3 października 1994).